# Yeniyurt, Polateli
Yeniyurt là một xã thuộc huyện Polateli, tỉnh Kilis, Thổ Nhĩ Kỳ. Dân số thời điểm năm 2010 là 151 người.